# I My Me Mine
"I My Me Mine"은 대한민국의 걸 그룹 포미닛의 두 번째 일본 싱글이다. 대한민국에서는 2010년 5월 Hit Your Heart에 수록곡으로 발매되었으며, 2010년 7월 28일 일본에서 두 번째 싱글로 발매되었다. 이 노래는 가온 싱글 차트 9위까지 올라갔다.

## 트랙 리스트
1. "I My Me Mine (Japanese Version)" 3:24
2. "Goodbye (グッバイ)" 4:11
3. "HuH (Original Version)" 3:48
4. "I My Me Mine (Instrumental)" 3:24

## 방송및 공연 활동
2010년 엠 카운트다운에서 처음으로 "I My Me Mine"을 선보였다.